# 命題集 (ペトルス・ロンバルドゥス)

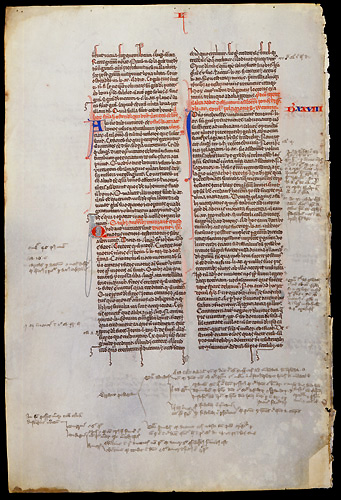
命題集（Libri Quattuor　Sententiarum)

『命題集』（めいだいしゅう、羅：Libri Quattuor Sententiarum（四巻の命題集））は、12世紀にペトルス・ロンバルドゥスが著した神学書。本書は神学的問題の体系的な集成となっており、1150年頃に書かれた。書名は「sententiae」、つまり聖書の記述とそれに対する権威ある言明ということに由来する。

## 起源と特性
『命題集』は、ヒエロニムスによってラテン語に訳された聖書（ウルガータ聖書）を用いて講義を行った教師たちによる注釈集(聖書に対する説明・解釈)を先駆者とする。注釈は文法や統語構造に関するものであるか、もしくは教義の中で幾分難しい点に関するものであった。しかし、これらの注釈集は包括的なものではなく、むしろ聖書自体の行間や余白に書き込まれる類のものであった。ロンバルドゥスはその上を行き、様々な出典(聖典、ヒッポのアウグスティヌスその他の教父など)から記述を集めて、全体として首尾一貫した一つの書物にまとめた。この書物を完成させるため、ロンバルドゥスは2種類の仕事に携わった。まず、当時の教育課程で体系だった神学が構成されていなかったため、集めてきた記述の分類を考案しなければならなかった。次に、集めてきた記述の中での教義上の違いを調停する方法を見つけなければならなかった。ピエール・アベラールの『然りと否』(羅:Sic et Non)によって仕事のうちの後者に示唆が与えられた。
ロンバルドゥスは『命題集』の中で聖書や教父の著書から採ってきた記述を整理し、数多の章に細分した。おそらく1223年から1227年の間に、ヘールズのアレクサンデルが本書のその数多くの章をいくつかのグループにまとめ、より少ない数の「区分」を立てた。この形で、本書は盛期-後期中世(13、14、15世紀)に神学の教科書として広く採用された。『命題集』に対する注釈書は神学の教師皆が必要としていて、試験制度の一部として組み込まれていた。本書に関する講義を受けた学生は神学部において講師(羅:baccalaureus)の地位に志願することができた。
中世の神学・哲学に対する『命題集』の重要性はかなりの程度、本書が神学的・哲学的議論に対する総体的な枠組みを提供したことにある。トマス・アクィナス、オッカムのウィリアム、ボナヴェントゥラ、ヨハネス・ドゥンス・スコトゥスといったスコラ学の偉大な思想家は皆『命題集』の注釈書を書いている。しかしそれらは正確には「注釈書」とは言えない、というのは『命題集』は様々な出典からの記述を集めたものであって、ペトルス・ロンバルドゥスは多くの問いを解決しないまま残しており、これに対して後の時代の学者たちは独自の解答を提出する機会を得ているからである。